# 约阿希姆·莱莱韦尔
约阿希姆·莱莱韦尔（波蘭語：Joachim Lelewel，1786年3月22日—1861年5月29日），波兰历史学家、文献学家、语言学家、政治家。
莱莱韦尔出生于华沙，毕业于维尔纳帝国大学。1814年，莱莱韦尔成为母校的历史讲师。1818年-1821年，莱莱韦尔暂居华沙，并加入了华沙学习之友协会，其历史讲座引发了巨大的关注。1824年，在聆听了亚当·米茨凯维奇的几次演讲后，莱莱韦尔移居到了俄罗斯。
五年后，莱莱韦尔回到华沙，当选波兰议会王国国会代表。1830年，莱莱韦尔以极大热忱加入十一月起义，被沙皇尼古拉一世视为最危险的反叛分子之一。在起义受到镇压后，莱莱韦尔通过化妆逃到德国并于1831年来到巴黎。1833年，在俄国大使的请求下，路易-菲利普一世政府命令莱莱韦尔离开法国领土。于是，莱莱维尔来到布鲁塞尔，靠写作所得的微薄收入在此居住了近三十年。
1847年，莱莱韦尔与卡尔·马克思和弗里德里希·恩格斯一道，成为全人类团结与友谊民主协会（Demokratische Gesellschaft zur Einigung und Verbrüderung aller Völker）的成员和副主席。无政府主义者米哈伊尔·巴枯宁对莱莱韦尔产生了极大影响。
1861年5月29日，莱莱韦尔在到达巴黎几天后逝世。遗体最初安葬在巴黎，后根据其意愿迁至维尔纽斯拉索斯公墓。